# Förstakammarvalet i Sverige 1889
Förstakammarvalet i Sverige 1889 var ett val i Sverige. Valet utfördes av landstingen och i de städer som inte hade något landsting utfördes valet av stadsfullmäktige. 1889 fanns det totalt 903 valmän, varav 890 deltog i valet.
I Norrköpings stads valkrets ägde rum den 8 januari. I halva Norrbottens läns valkrets ägde valet rum den 8 april. I Stockholms läns valkrets, Södermanlands läns valkrets, Östergötlands läns valkrets, Jönköpings läns valkrets, Värmlands läns valkrets och Gävleborgs läns valkrets ägde valet rum den 17 september. I Skaraborgs läns valkrets, Västernorrlands läns valkrets och andra halvan av Norrbottens läns valkrets ägde valet rum den 18 september. I Stockholms stads valkrets ägde valet rum den 25 september. I Malmö stads valkrets ägde valet rum den 27 september. I Gotlands läns valkrets ägde valet rum den 30 september. I Västmanlands läns valkrets ägde valet rum den 1 oktober och i Kristianstads läns valkrets ägde valet rum den 2 oktober.

## Valresultat
| Parti  | Parti                     | Röster | Valda | Mandatfördelning | Mandatfördelning | Mandatfördelning |
| Parti  | Parti                     | Röster | Valda | FK 1889          | FK 1890          | +/-              |
| ------ | ------------------------- | ------ | ----- | ---------------- | ---------------- | ---------------- |
|        | Protektionistiska partiet | 437    | 12    | 62               | 68               | +6               |
|        | Minoritetspartiet         | 105    | 2     | 31               | 30               | -1               |
|        | Partilösa                 | 338    | 8     | 52               | 47               | -5               |
|        | Övriga                    | 344    | 0     | 0                | 0                | +-0              |
| Totalt | Totalt                    | 1 224  | 22    | 145              | 145              | +-0              |

## Invalda riksdagsmän
Stockholms stads valkrets:
- Ragnar Törnebladh, min

Stockholms läns valkrets:
- Johan Lundin, prot

Södermanlands läns valkrets:
- Adolf Helander

Östergötlands läns valkrets:
- Victor von Post, prot
- Rudolph Abelin, prot

Norrköpings stads valkrets:
- Fredrik Knut Harald Strömfelt, prot

Jönköpings läns valkrets:
- Axel Sjögreen

Gotlands läns valkrets:
- August Östergren, prot

Kristianstads läns valkrets:
- Casper Ehrenborg

Malmöhus läns valkrets:
- Gustaf Thornérhjelm
- Wolmer Wrangel von Brehmer, prot
- Henrik Cavalli, prot

Malmö stads valkrets:
- Carl Gottreich Beijer

Skaraborgs läns valkrets:
- Carl Klingspor, prot

Värmlands läns valkrets:
- Carl Lundström
- Gottfried Olsén, prot

Västmanlands läns valkrets:
- Knut Björkenstam

Gävleborgs läns valkrets:
- Wilhelm Brehmer, prot

Västernorrlands läns valkrets:
- Christian Fröberg, min
- John Lindqvist

Norrbottens läns valkrets:
- Fredrik Almgren, prot
- Lars Berg, prot

## Fotnoter
1. ↑  Siffrorna avser de sammanlagda röstetalen för de riksdagsledamöter som tillhörde respektive parti och valdes under detta år. Rösterna på kandidater som tillhörde partierna men inte vann ett riksdagsmandat har alltså sorterats in under "övriga". Röstetalen på valkretsnivå är hämtade från SCB och riksdagsledamöternas partitillhörigheter är baserade på uppgifter från bokserien Tvåkammarriksdagen 1867–1970.